# Plácido Rodríguez
Plácido Rodríguez – piłkarz urugwajski, napastnik.
Jako piłkarz Rampla Juniors wziął udział w turnieju Copa América 1939, gdzie Urugwaj został wicemistrzem Ameryki Południowej. Rodríguez zagrał tylko w jednym meczu - przegranym 1:2 boju z Peru, który decydował o tytule mistrza kontynentu.
Po zakończonym turnieju przeniósł się do Argentyny, gdzie już w 1939 roku wziął udział w rozgrywkach ligi argentyńskiej w barwach klubu CA Huracán. W Huracánie występował do 1944 roku - rozegrał 131 meczów i zdobył 34 bramki.